# Грументум
Грументум (Grumentum) е древен град в Лукания, Южна Италия.
Намира се на един км от днешния град Грументо Нова в провинция Потенца, регион Базиликата. Разположен е на дясния бряг на река Агри (лат. Aciris) на височина 600 м.
Местността е населявана от луканите през 6 век пр.н.е., но градът е основан от римляните през 3 век пр.н.е.
По време на Втората пуническа война през 215 пр.н.е. римския консул Тиберий Семпроний Лонг печели битка при Грументум против Хано. През 207 пр.н.е. Ханибал прави града за своя главна квартира. При Грументум се провежда битката при река Метавър между Римската република и Картаген. Картагенският военачалник Хасдрубал Барка губи битката и живота си в сражението и градът е отново в римски ръце. По времето на Сула става римска колония и има голям амфитеатър, чиято арена е 60 x 63 м.
Останали са останки от театър, терми (ок. 57 - 51 пр.н.е.), портик и улици, ориентирани на север.
През 370 г. Грументум става епископско седалище. През 9-10 век е разрушен от сарацините. През 954 г. се построява нов град с името Saponara или Saponaria, от който произлиза днешния град Грументо Нова.